# Raúl Rettig

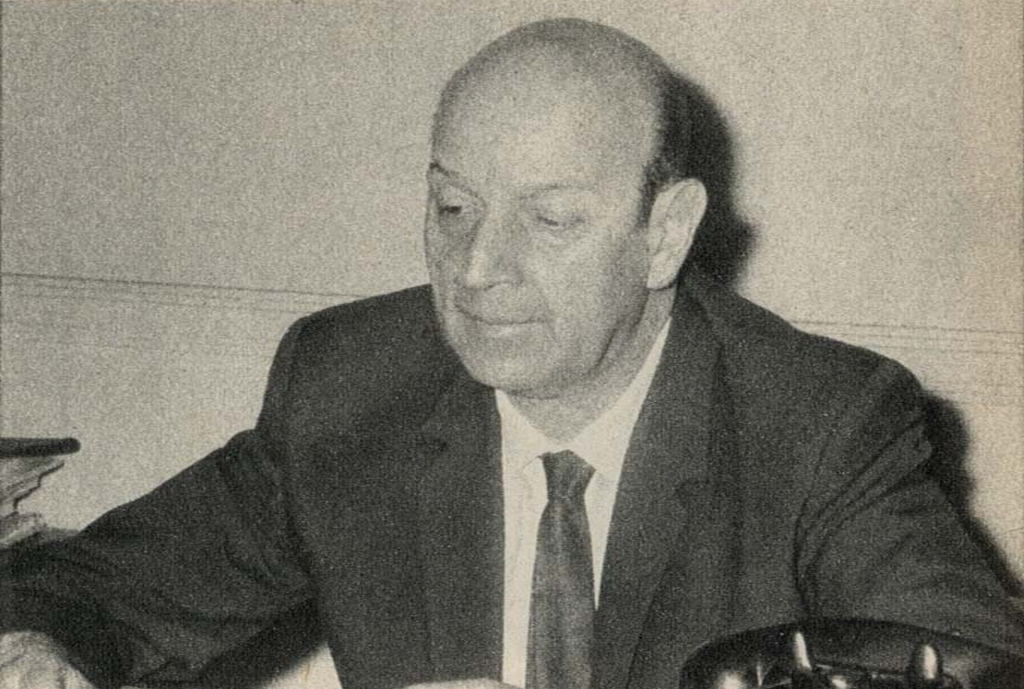
Raúl Rettig 1969

Raúl Rettig Guissen (* 16. Mai 1909 in Temuco; † 30. April 2000 in Santiago de Chile) war ein chilenischer Politiker und Diplomat.
Er war ab 1949 Senator und unter Salvador Allende Botschafter in Brasilien. In der Endphase der Diktatur von Augusto Pinochet beteiligte er sich an der (illegalen) politischen Opposition. Nach der Transition wurde er Vorsitzender der Comisión de Verdad y Reconciliación nacional (auch als Rettig-Kommission bekannt), einer Wahrheitskommission zur Aufarbeitung der Menschenrechte.
| Personendaten    | Personendaten                       |
| ---------------- | ----------------------------------- |
| NAME             | Rettig, Raúl                        |
| ALTERNATIVNAMEN  | Rettig Guissen, Raúl                |
| KURZBESCHREIBUNG | chilenischer Politiker und Diplomat |
| GEBURTSDATUM     | 16. Mai 1909                        |
| GEBURTSORT       | Temuco                              |
| STERBEDATUM      | 30. April 2000                      |
| STERBEORT        | Santiago de Chile                   |